# 31 december
31 december är den 365:e och sista dagen på året i den gregorianska kalendern (366:e under skottår). Det återstår alltså 0 dagar av året.

## Återkommande bemärkelsedagar

### Festdagar
- Nyårsafton, då nyårsfirandet inleds.

## Namnsdagar

### I den svenska almanackan
- Nuvarande – Sylvester
- Föregående i bokstavsordning
  - Sylve – Namnet infördes på dagens datum 1986, men utgick 1993.
  - Sylvester – Namnet har, till minne av påven Silvester I, funnits på dagens datum sedan gammalt och har inte flyttats.
  - Sylvi – Namnet infördes på dagens datum 1986, men utgick 1993.
- Föregående i kronologisk ordning
  - Före 1901 – Sylvester
  - 1901–1985 – Sylvester
  - 1986–1992 – Sylvester, Sylve och Sylvi
  - 1993–2000 – Sylvester
  - Från 2001 – Sylvester
- Källor
  - Brylla, Eva (red.). Namnlängdsboken. Gjøvik: Norstedts ordbok, 2000 ISBN 91-7227-204-X
  - af Klintberg, Bengt. Namnen i almanackan. Gjøvik: Norstedts ordbok, 2001 ISBN 91-7227-292-9

### Finlandssvenska almanackan
- Nuvarande från 1929[1] – Sylvester
- I föregående revideringar[a][2]
  - inga ändringar sedan 1929

### Tyska almanackan
- Silvester

## Händelser
- 1600 – Drottning Elizabeth I ger handelsmonopol på Indien till Brittiska ostindiska kompaniet.
- 1879 – Thomas Edisons första offentliga demonstration av den elektriska glödlampan äger rum i Menlo Park, New Jersey.
- 1927 – Västmanlands regemente (gamla) dras in samband med försvarsbeslutet 1925. Regementets kasernområde övertas som förläggning av Första flygkåren, som senare blir Västmanlands flygflottilj.
- 1951 – Invigs den första spårvägen i Voltjansk. Voltjansk är den minsta staden i Ryssland med en fungerande spårväg.
- 1966 – Den första Gävlebocken brinner på nyårsafton klockan 00.00.
- 1978 – Sista sändningen av radioprogrammet Frukostklubben med Sigge Fürst äger rum.
- 1982 – Restaurang Fontainebleau på Norrlandsgatan i Stockholm sprängs och flera våningar förstörs. Det hela visar sig senare vara ett försäkringsbedrägeri.
- 1987 – TV3 startar sina sändningar och blir därmed den första kommersiella tv-kanalen i Sverige.
- 1992 – Flygbolaget Linjeflyg avvecklas och försätts i konkurs av ägaren SAS.
- 1995
  - Sveriges Radio sänder för sista gången TT-nyheter.
  - Bill Watterson publicerar sista strippen av den tecknade serien Kalle och Hobbe.
- 1999
  - Boris Jeltsin avgår som Rysslands president.[3]
  - Panamakanalzonen överförs från USA:s kontroll till Panama.
- 2004 – Älvsborgs amfibieregemente (Amf 4) läggs ned efter 62 års verksamhet.
- 2009 – Fem personer dödas och flera skadas när en 43-årig man öppnar eld på ett köpcenter i Esbo, Finland. Gärningsmannen hittas senare död i sitt hem efter att ha tagit sitt eget liv.

## Födda
- 1378 – Calixtus III, född Alfonso de Borja, påve 1455–1458.
- 1491 – Jacques Cartier, fransk upptäcktsresande.
- 1514 – Andreas Vesalius, läkare och astronom.
- 1550 – Henrik I av Guise, fransk adelsman.
- 1575 – Göran Nilsson Gyllenstierna, svensk friherre och riksråd, riksamiral 1611–1618.
- 1668 – Hermann Boerhaave, nederländsk botanist, kemist och läkare.
- 1720 – Karl Edvard Stuart, mest känd under namnet Bonnie Prince Charles, brittisk tronpretendent.
- 1780 – Nehemiah R. Knight, amerikansk politiker, guvernör i Rhode Island 1817–1821, senator 1821–1841.
- 1797 – Adolf Eugène von Rosen, greve, ”de svenska järnvägarnas fader”.
- 1803
  - Richard Stockton Field, amerikansk politiker, senator (New Jersey) 1862–1863.
  - Johann Carl Fuhlrott, tysk naturforskare, neandertalmänniskans upptäckare.
- 1805 – Marie d'Agoult, fransk författare.
- 1815 – George Meade, amerikansk general.
- 1824 – Theodore Medad Pomeroy, amerikansk republikansk politiker.
- 1830 – Ismail Pascha, khediv av Egypten.
- 1838 – Émile Loubet, fransk politiker, Frankrikes president 1899–1906.
- 1842 – Giovanni Boldini, italiensk konstnär.
- 1853 – Henrik Tore Cedergren, svensk telefontekniker och grundare av Stockholms Allmänna Telefon AB.
- 1858 – Harry S. New, amerikansk republikansk politiker, senator (Indiana) 1917–1923, postminister 1923-1929.
- 1862 – Albert Sleeper, amerikansk republikansk politiker, guvernör i Michigan 1917–1921.
- 1869 – Henri Matisse, fransk konstnär.
- 1872 – Frank Henry Cooney, kanadensisk-amerikansk politiker och affärsman, guvernör i Montana 1933–1935.
- 1880
  - George C. Marshall, amerikansk militär och politiker, utrikesminister 1947–1949, mottagare av Nobels fredspris 1953.
  - Margot Ryding, svensk skådespelare.
- 1881 – Max Pechstein, tysk målare och grafiker, expressionist.
- 1885 – Victoria Adelheid av Schleswig-Holstein-Sonderburg-Glücksburg, prinsessa av Schleswig-Holstein-Sonderburg-Glücksburg.
- 1890 – Arvid Hellberg, svensk försäkringsdirektör och politiker.
- 1893 – Hans Beck-Friis, svensk friherre, diplomat, ambassadör och golfspelare.
- 1900 – Juan Tizol, amerikansk jazztrombonist och kompositör.
- 1901 – Karl-August Fagerholm, finlandssvensk socialdemokratisk politiker, Finlands statsminister 1948–1950, 1956–1957 och 1958–1959.
- 1903 – Rolf Kaijser, svensk överläkare och politiker.
- 1908 – Simon Wiesenthal, österrikisk nazistjägare.
- 1916 – Suzy Delair, fransk skådespelare.
- 1918 – Gunder Hägg, svensk löpare, mottagare av Svenska Dagbladets guldmedalj 1942.
- 1920 – John Ivar Deckner, svensk dansare, balettmästare och koreograf.
- 1921 – Simon Brehm, svensk orkesterledare, basist.
- 1922 – Gunnar Nilsson, fackföreningsman och politiker, LO-ordförande 1973-1983.
- 1925 – Per Verner-Carlsson, svensk regissör.
- 1926 – Curt Boström, svensk politiker, kommunikationsminister 1982–1985, landshövding 1985–1991.
- 1927 – Éva Ruttkai, ungersk skådespelare.
- 1928
  - Sture Allén, svensk språkforskare, ledamot av Svenska Akademien 1980–, dess ständige sekreterare 1986–1999.
  - Gunnar Kieri, svensk författare.
- 1930
  - Odetta Holmes, amerikansk sångerska, skådespelerska, gitarrist, låtskrivare.
  - Lasse Holmqvist, svensk tv-programledare, journalist och författare.
  - Henry Sidoli, svensk manusförfattare och regissör.
- 1931 – Noël Mangin, nyzeeländsk musiker och skådespelare.
- 1932 – Sune Mangs, finlandssvensk skådespelare och revyartist.
- 1936 – Siw Malmkvist, svensk sångare.
- 1937
  - Avram Hershko, israelisk biokemist, mottagare av Nobelpriset i kemi 2004.
  - Anthony Hopkins, brittisk skådespelare.
  - Hal Rogers, amerikansk republikansk politiker, kongressledamot 1981–.
- 1938 – Lena Birgitta Cronqvist Tunström, svensk målare, grafiker, bokillustratör och skulptör.
- 1940 – Jan Tiselius, svensk skådespelare.
- 1941
  - Sir Alex Ferguson, brittisk fotbollsmanager.
  - Sarah Miles, brittisk skådespelare.
- 1943
  - John Denver, amerikansk country- och popsångare, gitarrist, textförfattare och kompositör.
  - Ben Kingsley, brittisk skådespelare.
  - Pete Quaife, brittisk musiker, basist i The Kinks 1963–1969.
- 1944 – Taylor Hackford, amerikansk regissör, manusförfattare och filmproducent.
- 1945 – Connie Willis, amerikansk science fiction-författare.
- 1947 – Burton Cummings, kanadensisk rocksångare.
- 1948 – Donna Summer, amerikansk sångare.
- 1949 – Tom Kite, amerikansk golfspelare.
- 1951
  - Bárbara Carrera, nicaraguansk skådespelare.
  - Tom Hamilton, amerikansk musiker, basist i Aerosmith.
- 1953
  - Jane Badler, amerikansk skådespelare.
  - James Remar, amerikansk skådespelare.
- 1954 – Alex Salmond, brittisk politiker, ledare för Scottish National Party 1990–2000 och 2004–2014.
- 1958
  - Peter Hultqvist, svensk socialdemokratisk försvarsminister.
  - Bebe Neuwirth, amerikansk skådespelare och dansares.
  - Gunilla Persson, svensk-amerikansk fotomodell.
- 1959 – Val Kilmer, amerikansk skådespelare.
- 1962 – Jeff Flake, amerikansk republikansk politiker, senator (Arizona) 2013–2019.
- 1966 – Lars Yngve Johansson, svensk manusförfattare, kompositör och musiker.
- 1971 – Heath Shuler, amerikansk demokratisk politiker, kongressledamot 2007–2013.
- 1974
  - Mario Aerts, belgisk tävlingscyklist.
  - Tony Kanaan, brasiliansk racerförare.
- 1977
  - Donald Trump Jr., amerikansk affärsman.
  - Psy, sydkoreansk sångare, rappare och låtskrivare.
- 1979 – Bob Bryar, amerikansk trummis i bandet My Chemical Romance.
- 1982 – Kikkan Randall, amerikansk längdåkare.
- 1991 – Dennis Everberg, svensk ishockeyspelare.
- 1992
  - Tylor Spink, kanadensisk ishockeyspelare.
  - Tyson Spink, kanadensisk ishockeyspelare.
- 2000 – Logan Sargeant, amerikansk racerförare.

## Avlidna
- 192 – Commodus, 31, romersk kejsare sedan 180 (mördad).
- 335 – Silvester I, påve sedan 314.
- 561 – Chlothar I, 63 el. 66, frankisk kung av Soissons 511–558, av Reims 555–558 och av Frankerriket sedan 558 (död denna dag eller 29 november).
- 715 – Dagobert III, c. 16, kung av Frankerriket sedan 711.
- 1384 – John Wycliffe, c:a 54, engelsk teolog och kyrkokritiker.
- 1511 – Svante Nilsson (Sture), 51, svensk riksföreståndare sedan 1504. Begravd i Västerås domkyrka. (död denna dag eller 2 januari 1512).
- 1536 – Margareta Eriksdotter (Vasa), syster till Sveriges kung Gustav Vasa.
- 1719 – John Flamsteed, 73,  brittisk astronom.
- 1810 – William Cunnington, 56, brittisk arkeolog.
- 1848 – Ambrose H. Sevier, 47, amerikansk demokratisk politiker, senator (Arkansas) 1836–1848.
- 1864 – George M. Dallas, 72, amerikansk demokratisk politiker, USA:s vicepresident 1845–1849.
- 1865 – Fredrika Bremer, 64, svensk författarare.
- 1872 – Aleksis Kivi, 38, finländsk författare.
- 1874 – Alexandre Auguste Ledru-Rollin, 67, fransk politiker.
- 1876 – Catherine Labouré, 70, fransk mystiker och nunna, helgon.
- 1877 – Gustave Courbet, 58, fransk målare, ledande inom den franska realismen.
- 1882 – Léon Gambetta, 44, fransk statsman.
- 1926 – Henry A. du Pont, 88, amerikansk republikansk politiker, militär och affärsman, senator (Delaware) 1906–1917.
- 1936 – Miguel de Unamuno, 72, spansk författare och filosof.
- 1941 – August Bruhn, 69, svensk kyrkoherde och politiker (liberal).
- 1950
  - Karl Renner, 80, österrikisk socialdemokratisk politiker, förbundspresident 1945-1950.
  - Daniel F. Steck, 69, amerikansk demokratisk politiker, senator (Iowa) 1926–1931.
- 1951 – Maksim Litvinov, 75, sovjetisk politiker, utrikeskommissarie 1930–1939.
- 1957 – Óscar Domínguez, 51, spansk konstnär (självmord).
- 1964 – Henry Maitland Wilson, 83, brittisk fältmarskalk.
- 1971 – Pete Duel, 31, amerikansk skådespelare.
- 1977 – Robert Humphreys, 84, amerikansk demokratisk politiker, senator (Kentucky) 1956.
- 1982 – Otto Hofmann, 86, tysk SS-officer.
- 1985 – Ricky Nelson, 45, amerikansk musiker.
- 1993 – Zviad Gamsachurdia, 54, georgisk politiker, president 1991–1992.
- 1999 – Elliot Richardson, 79, amerikansk republikansk politiker (hjärnblödning).
- 2000 – Alan Cranston, 86, amerikansk demokratisk politiker, senator (Kalifornien) 1969–1993.
- 2002 – Per Appelberg, 74, svensk skådespelare.
- 2007
  - Markku Peltola, 51, finländsk skådespelare och musiker.
  - Ettore Sottsass, 90, italiensk designer.
- 2008 – Donald E. Westlake, 75, amerikansk författare.
- 2009
  - Rickard Fagerlund, 72, svensk idrottsledare.
  - Rashid Kawawa, 83, tanzanisk politiker, före detta premiärminister.
- 2010 – Per Oscarsson, 83, svensk skådespelare.
- 2013
  - James Avery, 68, amerikansk skådespelare.
  - Sigrid Kahle, 85, svensk journalist och författare.
- 2014
  - Arthur Wellesley, 8:e hertig av Wellington, 99, brittisk adelsman, militär och företagsledare.
  - Edward Herrmann, 71, amerikansk skådespelare.
- 2015 – Natalie Cole, 65, amerikansk sångare.
- 2018 – Ray Sawyer, 81, amerikansk musiker, medlem i gruppen Dr. Hook and the Medicine Show.
- 2020 – Dick Thornburgh, 88, amerikansk republikansk politiker, USA:s justitieminister 1988–1991.
- 2021 – Betty White, 99, amerikansk skådespelare.
- 2022
  - Benedictus XVI, 95, Katolska kyrkans 265:e påve.
  - Bert-Åke Varg, 90, svensk skådespelare.
  - Anita Pointer, 74, amerikansk sångerska i The Pointer Sisters.[4]
- 2024 – Angelo Amato, 86, italiensk romersk-katolsk biskop.